# ジャガーン
『ジャガーン』は、原作：金城宗幸、漫画：にしだけんすけによる日本の漫画。『ビッグコミックスピリッツ』（小学館）にて、2017年10号から2021年49号まで連載された。2021年7月時点で単行本の累計発行部数は100万部を突破している。

## あらすじ
舞羽市にて突如として空から大量のカエルが降ってくる。そのカエルはキチガエルと呼ばれ、寄生した人間を欲望のままに暴れ回る異形の存在・壊人へと変貌させる。交番勤務で平凡な日常を送る主人公・蛇ヶ崎晋太郎は騒動に巻き込まれ、自身も半壊人となり戦いに身を投じていく。

## 登場人物

### 主要人物
蛇ヶ崎 晋太郎（じゃがさき しんたろう）
本作の主人公。27歳。舞羽（ぶっぱ）警察署に勤める警察官。階級は警部補。所属は舞羽駅前交番→S.K.A.T.。
よく嘘笑いをし平静を装う平凡な青年だが、真面目で正義感があり心優しい。退屈な日常への不満により「ぶっぱなす」欲求を心の底に抱えており、地元のご当地キャラ「ぶっぱナス」が心の師匠。ある日、壊人となった人間の殺戮現場に偶然居合わせ、自らも死を覚悟する中で「半壊人」の能力に目覚める。
自らの手で殺害した彼女の百合子を生き返らせるため、舞羽市に散らばった全てのキチガエルを集めることを誓う。当初、元来自分が持っている「ぶっぱなしたい」欲求が能力発動のトリガーとなり壊人寸前にまでなるが、ベルちゃんらとの関わりを通じ、「誰かを守るために」能力を使う際に、より強大な力を発揮できるようになった。ベルちゃんの存在は彼にとって人間側へ引き止める抑止力であり、能力の解放のトリガーである。
能力名は「蛇ヶ崎銃（ジャガーン）」。主に右腕に暗色の物体が羽毛のように覆う。人差し指と中指から弾丸のような固形の塊を撃ち出すことができる。能力のトリガーとなる欲求が強まれば強まるほど、腕は異形に変化し、さらに強力な弾を放つことができる。バーサーカーミソギデオン戦でユママと共同したことが要因で彼女の能力を取り込まれ、欲望原子炉体（アトミック・パンク）を確立。膨大なエネルギーを溜め込むことが可能になる。
自身のことを「ダークヒーロー」として認識しており、当初は「トリプルH」にも加入していたが、方向性の違いから間もなく離脱している。
毒山田 惨死郎（どくやまだ さんしろう）
蛇ヶ崎の相棒として登場したほぼ球体のフクロウ。愛称はドクちゃん。パイロットキャップとゴーグルを着用している。能力に目覚めた蛇ヶ崎に壊人やキチガエルについて説明し、以後彼をサポートする。全てのキチガエルを駆除し終えた後、「蛇ヶ崎が自殺する代わりに命を一つ創る」という取引を、蛇ヶ崎に持ち掛ける。
人間の言葉を話し、江戸っ子のような口調で、一人称は「オリ」と呼ぶ。可愛らしい見た目に反して喧嘩早く口が悪い。自身を「泣く子も黙る流浪フクロウ」と称するが戦闘能力は皆無。蛇ヶ崎とは一心同体で、彼が死なない限りは自身も死ぬことは無い。キチガエルを食べることで、その宿主の思考を読むことができ、知識を付けていく。

### 主人公との関係者
川本 クララ ベル（かわもと クララ ベル）
舞羽（ぶっぱ）警察署に勤める警察官で、蛇ヶ崎の後輩。23歳。通称ベルちゃん。イギリス人とのハーフ。金髪ショートカットの女性。
当初は蛇ヶ崎に対して素っ気なく、「オヤジ臭い」と馬鹿にしていたが、キルベロの事件以後、職場に勤務する人間が2人になったことをきっかけに、蛇ヶ崎に歩み寄る。
後に壊人事件に巻き込まれた際に蛇ヶ崎に救われたことで、以後は彼を慕うようになる。蛇ヶ崎自身も、彼女の身を守る気持ちが能力のトリガーになるなど、その関係は深まりつつある。
石坂 由利子（いしざか ゆりこ）
蛇ヶ崎の彼女。27歳。蛇ヶ崎と同棲して長いが、なかなか結婚を匂わせない彼に不満を感じている。所謂痛い面倒な彼女。
蛇ヶ崎の目の前でキチガエルにとりつかれ、彼の態度への不満が爆発し、壊人化する。怒りのままに蛇ヶ崎を殺そうとするが、すんでのところで撃ち殺された。
頭部のみが原形をとどめて残っており、蛇ヶ崎は彼女を甦らせるためにすべてのキチガエルを倒すことを誓う。彼女の首はそのまま冷蔵庫に保存されていたが、後にS.K.A.T.により回収されている。
最後は蛇ヶ崎に過去との決別とともに、頭ごと燃やされて消滅。

### 半壊人
松屋町 散春（まつやまち ちはる）
蛇ヶ崎の前に突如現れた謎の青年。銀の長髪のポニーテールで中性的容姿を持ち、主に全裸。個展を開いているという言動から芸術活動を行なっている模様。
「人間は限られた人生の中で我儘に生きるべき」という「我儘至上主義」を掲げている。壊人との戦いを「我儘くらべ」と評し、中途半端に我儘な人間は生きる価値なしと判断する危険人物。そこに善悪の区別はなく、子供のように無邪気で残忍で好戦的な性格の持ち主。
能力名は「ヒダリキッキー」。左腕から樹木を発生させ、相手を取り込んだまま急速に成長させていく。本人曰く「殺人はあまりやりたくない」らしく、打ち負かした相手は木にして生かす。使い手としての実力は非常に高く、壊人退治に慣れてきていた蛇ヶ崎を圧倒した。名前は極楽鳥のナラクからこう呼ばれているが、本人は気に入っていない。
初めは蛇ヶ崎を殺そうとしたが、「己の意志で死ぬ」という彼の思いを「超我儘」と評し、興味を持つ。その後は蛇ヶ崎のライバルとして現れるが、禊の起こした抗議デモに乗じて、民衆の頭上に大量のキチガエルを投下するという、前代未聞の大規模なテロを起こす。
呂場端 求（ろばはた もとむ）
蛇ヶ崎の中学の同級生。派遣のフリーター。癖毛のミディアムヘアの童顔の小柄な男性。愛称はロバちゃん。根暗かつ独善的な性格で、蛇ヶ崎も最初に再会した時は彼のことを覚えていなかった。
音楽フェス会場などで働いているが、そこで出た落し物から個人情報をメモにとり、自身の好みの女性だった場合はその人物を徹底的に調べ上げ、自宅に侵入し盗撮をして「観察」することを趣味にしている。そんな趣味を持つため、27歳にして童貞だが、一線は越えるべきではないというプライドも持っている。
しかし「観察」の標的としていた女子大生の加恋と彼女の大学の先輩が性交渉する場面を目撃して逆上しレイプ。同時に半壊人として覚醒する。その能力を利用し、気に入った女性を欲望の赴くままに片っ端からレイプするという自称女遊びの生活を送るようになるが、行為中以外の生活には虚しさしか感じなくなるようになってしまう。
舌を挿入することで、その人物を性交渉の虜にする。能力に侵されたものは呂場端無しではいられなくなり、やがて性行為依存症といえるような禁断症状まで発するようになる。
もろはを次の標的にすべく、禊の抗議デモに参加し、松屋町が起こしたテロに乗じてもろはに接近し、犯すことに成功するが、彼女の執念を甘く見たことが祟り、陰部を切断されてしまう。生きる意味を見失いがらも「人間らしく生きる」ことを願い続けたために壊人化しつつ、バーサーカーミソギデオンに取り込まれながらも抗いを見せ、最期は頭部を食いちぎられて死亡する。しかしこのことで生まれた隙が、蛇ヶ崎が禊を倒す好機につながった。
宿 億人（やどり おくと）
25歳の青年。社会人3年目の出前配達業の正社員。能力の詳細は不明、タコのような触手と口で捕食した相手の姿形に成り代わることができる。半壊人化したとき捕食した女子大生の南沢愛理として生活を始める。
和地 蒼汰 （わち そうた）
元天才子役の男子高校生。彼の流す涙は大麻やドラッグのような効果をもたらす。その涙を合法幻覚水「シュワッチ」として新宿の繁華街で売買しているところをS.K.A.T.に捕捉される。松屋町を英雄視している。
竹村 涼 （たけむら りょう）
トゲトゲの髪の黒目の青年。能力は毛虫。泥団子を作るのが上手い。
井本 義一 （いもと ぎいち）
金髪の短髪の青年。能力は芋虫。松屋町にキチガエルを貰う。実家はゴルフの練習場。

### 特別壊人分析部隊
通称:S.K.A.T.(スカット）。Special Kaijin Analysis Teamの略。
三日土 竹光 （みかづち たけみつ）
半壊人の男性警官。課長。能力は肉体硬化で硬度はダイヤモンドの10倍で、能力故に常にシャーペンの芯を食べ炭素を摂取し続けなければならない。半壊人との戦闘に長けている。
仲代 （なかだい）
三日土の部下の男性。半壊人で能力は透明人間。蛇ヶ崎と同じ勤務先に配属され動向を探っていた。

### トリプルH
禊 白斗（みそぎ はくと）
舞羽大学国際学部3年生。21歳。逆立った髪が特徴の男性。トリプルHの創始者にして初代代表。
自らも半壊人として、壊人を退治し続けていたが、そのことを自分から公表することはなかった。しかしデス・シャクレ・ジョーを倒した蛇ヶ崎や松屋町の存在がテレビに流れたことで、自らテレビに出演し、壊人の存在をアピールした上でそれらと戦う「壊人戦士」を結集しようとする。
基本的には善人だが、妄信的に「正義」という存在を信奉しており、自らもその正義を貫こうとする信念を持っている。自らと異なる考えにある程度の理解は示すものの、「正義」から外れた行為を行う者や、期待通りの成果を出さない者には冷徹な態度をとる。幼少期にヒーローに憧れ、自らがそれになろうとしている「正義に魂を売った人間(バカ)」と評されている。また半壊人になる前は憲法改正反対のデモ活動を行なっていた。
能力名は「ミソギデオン」。全身がサイボーグのような風貌に変化し、超人的なパワーを発揮できる。遠くで壊人の気配を察知したり、万能な能力を有する。
メディアを通じて「トリプルH」を人気ヒーロー集団へと押し上げることに成功。しかし、潜在的に壊人である可能性を持つ人間を隔離するという政府の法案に反発し、抗議デモを起こす。その最中、松屋町によって大量のキチガエルを投下されるテロに遭い、自ら彼を倒そうとするものの返り討ちに遭う。敗北感と、自身が招いた大参事の責任感から「ヒーロー」としての自分自身に絶望し自害を図るも、その瞬間に壊人化し、「バーサーカーミソギデオン」となる。周囲の人間の「中身」を取り込んで巨大化し、蛇ヶ崎のあらゆる攻撃をも無効化して窮地に陥れる。最期は呂場端に気を取られた瞬間に、ユママの力を取り込んだ蛇ヶ崎に体内に侵入され、核となっていた自分自身を破壊されることで、完全に消滅した。
喜多 太郎（きだ たろう）
ニートの青年。24歳。
かなりお調子者で楽天的な性格。就職活動に失敗し絶望から飛び降り自殺を図るが、飛び降りた直後「生きたい」と思ったことで能力に目覚めた。
能力名は「オレスライマー」。自身の身体を粘着性のある液体に変化させる。液状の時はほぼ無敵だが、固形化させられると動きを封じられてしまい、ダメージも受ける。また、熱にも弱い。
「トリプルH」が有名となった後は、ヒーロー活動する自身を映した動画で一動画100万回再生を突破する人気配信者となる。
松屋町が起こしたテロでは、惨状においても動画配信を優先し、壊人化した信者たちと戦うが、一瞬の隙を突かれてヤルダケルベロスにより凍りつかされ、そのまま喰われて死亡する。
今鹿 もろは（いましか もろは）
高校2年生。16歳。赤みのある二つのお団子ヘアが特徴。トリプルH結成時のメンバーにして、2代目代表。
今時の女子高生で打算的な一方ちゃっかりした一面も持つが、根は善人である。幼少期から父親から性的虐待を受けており、壊人の能力に目覚めた際は父親の陰部を真っ先に斬りおとした。演技派な一面も持っており、「トリプルH」では看板役として活躍する。
能力名は「カット・ウーマン」。主に両手が鋭利なハサミになり、壊人を切り裂く。肩甲骨辺りならも鋭利なハサミを生やすことが可能。
「トリプルH」が有名となった後は、アイドルとして活躍の場を広げていく。松屋町が起こしたテロでは、怪我人を装って近づいた呂場端の能力に侵されて処女を失うも、最後のあがきで呂場端の陰部を切り落とした。騒動の後は、禊の後釜として「トリプルH」代表となり、「フンガーボールG」を売り出している。
有子 織人（あるこ おると）
清掃業に従事する男性。35歳。
酒に溺れ妻にDVを行なったことで離婚、身寄りもなく天涯孤独の身の生活を送る中で、壊人の能力を身に着けた。後に「トリプルH」で得た収益を見て、家族との復縁を考えるようになる。
能力名は「マッドランク」。酒を飲み、酔うほどに全身の神経が活性化し、身体機能が向上する。
松屋町が起こしたテロでは、惨事の中家族を救うために奔走するが、やっと会えた途端に完全に壊人化してしまい、元妻の美咲を殺害。さらに娘の詩織も殺そうとしたところで、蛇ヶ崎により撃ち殺された。
九条 由麻（くじょう ゆま）
図書館司書の女性。25歳。肉感的な体つきでメガネを掛けている。
「トリプルH」に入った理由は、他のメンバーに比べて「何となく人を助けたい」という曖昧なものであり、それ故自身の存在意義に迷いを感じている。蛇ヶ崎の言葉に憧れを抱き、彼に好意を寄せている。
能力名は「ユママ」。他者を治癒する能力で、頭部や心臓など重要な部分が残されていれば、致命傷でも回復できる。また、他人に生命エネルギーを注ぎ込み、強化することも可能。能力を使う際は頭部に黒い二つの角が生える。
松屋町が起こしたテロでは、壊人化した禊を倒すために、蛇ヶ崎に力の供給を申し出る。最終的に、もろはと共に「トリプルH」の数少ない生き残りの一人となった。

### 壊人
キルベロ
上司壊人。頭部がモンブラン状の口になっている。人間時の名前は佐々岡(ささおか)。
頭頂部から伸縮自在のベロを伸ばし、あらゆるものを切り裂く。同じ電車の車両に乗り合わせた人間を殺戮するが、能力に目覚めた蛇ヶ崎に射殺される。
ヒスコルピオン
彼女壊人。サソリのような尻尾が生えており、尾の先端は中指を立てた左手のような形状をしている。
メデタウロス
花嫁壊人。蛇ヶ崎の同級生・池上レイナが壊人化した姿。
ケンタウロスのような身体で、馬の下半身により高速で動ける。左手のスリンガーからワイヤー状のフックを放ち、人間の顔面にフックを取りつかせて引っ張り、強制的に笑顔にした上で、右手の槍で突き殺す。結婚式会場で殺戮の限りを尽くすが、蛇ヶ崎に撃ち殺された。
バーニングプア
労働壊人。全身の火口のようなイボから高熱を噴き出し、周囲を辺りかまわず焼き尽くす。
カカンガルー(♀(ママ))
過干渉壊人。カンガルーのように腹部に袋がある。人間の顔面を容易く陥没させるパンチ力を持つ。壊獣化した尺谷に息子諸共殺される。
デス・シャクレ・ジョー
恐師壊獣。巨大なワニのような姿をしており、壊人より見た目が獣に近い。
高校の化学教師の尺谷（しゃくたに）が壊獣化した姿。 生徒からの人気に乏しく、文句を言われても「シャックリ飲み込みます」の言葉と共に口答えをしない人物だった。しかしそれ故に鬱憤がたまり、生徒の親からクレームを受ける内に気持ちが抑えきれなくなり、壊獣化してしまう。
大勢の生徒(蛇ヶ崎が見積もった限りでは200人以上)を虐殺し、さらに彼らを食って取り込み、自らの身体の一部としていた。このためか吹き飛ばされた頭部や四肢がすぐに生えてくるほどの強靭な再生能力を持っており、狙撃タイプ「蛇ヶ崎銃」も通用せず、逆に蛇ヶ崎を喰い殺す寸前まで追い込む。しかしその結果、走馬燈を体験したことにより蛇ヶ崎を強化させ、押され始める。最期は自身にトドメを刺す瞬間に、現場に居合わせたベルを庇ったことで隙が生まれた蛇ヶ崎を襲うが、すんでのところで松屋町の能力に取り込まれ、死亡する。
ボス・カシコマリオネット
社長壊人。自身の思う成果が出せない社員への不満を爆発させた社長が変貌した姿。
従順な台詞を吐き続ける複数の「カシコマリオネット」を背中から生み出し、人間を襲わせる。「カシコマリオネット」たちは結集したばかりの禊たちによって蹴散らされ、自身も蛇ヶ崎に撃たれて死亡する。
ヤリキレナイト
黒騎士壊人。女性に縁遠いことをネタにからかわれた少年が、怒りのあまり壊人化した姿。
西洋の騎士のような鎧を纏っており、大剣を武器にする。一度はもろはにバラバラにされたが、力の根源となっている左手から復活・進化を遂げ、逆にトリプルHメンバーを窮地に陥れる。しかし、ベルに対する想いをトリガーにした蛇ヶ崎の一撃で、左手を吹き飛ばされて死亡する。
後に彼の父親が、トリプルHに対して抗議に訪れている。
ドパチテン
遊玉壊人。パチンコに負け続けた男が変貌した姿。
ダメデューサ
菜食壊人。上半身が二又の蛇になっており、肉食を嫌う。壊人化寸前の有子に殺される。
ヤルダケルベロス
追っかけ壊人。喜多のヤるだけ要員の女性3人が合体した壊人。
冷気を操る能力を持っている。喜多を凍らせて行動不能にし、喰い殺した。
クダランチュア
毒蜘蛛壊人。元お笑い芸人。

### 一般人
南沢愛理 （みなみさわ あいり）
女子大生。年齢は21歳→22歳。巨乳で美人。宿に身体を乗っ取られる。
板東 蒼汰 （ばんどう）
弁護士。竹村と井本の中学時代の同級生であり、いじめの主犯格。傲慢で冷酷な男でエゴイスト。妻子持ち。いじめは日常的な暴行程度であったが、二人の告発を受けエスカレートし、井本の父に痴漢の冤罪をかけ母に交通事故を起こさせ半身不随にさせる。

## 用語
キチガエル
ある日舞羽市に空から大量に降ってきた、カエルそのものの姿をした物体。ドクちゃんは「愛を込めて」こう呼んでいるが、後にほとんどの登場人物がそう呼ぶようになる。
人間の持つ強い欲望を察知し、その人間の欲望を栄養に成長して融合し、壊人化させる。宿主となった壊人を殺せば体内から出てくる。そこを相棒が食うことでキチガエルを駆除することができ、1匹食うごとに1個のフンガーボールを作り出せる。
全てが成体というわけではなく、オタマジャクシのものや、成体にも関わらず尻尾が残ったままの半成体が存在する。
壊人（カイジン）
キチガエルにとり憑かれ、怪物と化した人間の総称。
本人の強い欲望が具現化した姿になり、自我を失って凶暴化する。一度完全に壊人化してしまうと、もう元の人間には戻れず、殺すしか対処のしようが無くなってしまう。
壊人化した人間は、常人離れした能力を身に着け、普通の人間ではまず太刀打ちできない程の戦闘力を持つ。
半壊人（ハンカイジン）
成体だが、尾が残ったキチガエルにとり憑かれた人間。普通の壊人と異なり、壊人化しても自我が残り、さらに自由に元に戻ることも出来る。自我を失ったり、定期的にフンガーボールの摂取を怠ったりすると壊人になってしまう。当初は後述の壊人戦士と同義とされていたが、後に区別されるようになる。
壊人戦士（カイジンセンシ）
オタマジャクシのキチガエルにとり憑かれた人間。壊人の能力を自らの意思で制御し、壊人と戦うことを選んだ人々で、蛇ヶ崎もこのカテゴリーに入る。
普通に生活しているうちは壊人化が進むことは少ないが、能力を使いすぎたり、欲求が強くなりすぎると、壊人化への進行が進んでしまう。
フンガーボール
壊人戦士の相棒が、キチガエルを1匹食べることにより1個排出する糞状のもの。これを砕き粉末として吸引することで、壊人戦士たちは壊人化の進行を抑えることができる。
定期的に摂取しないと壊人化が進行してしまう壊人戦士にとっては、まさに生命線ともいえる存在。後にトリプルHが同じ効力を持つ「フンガーボールG(ジェネリック)」を開発し、世界中で重宝されるようになる。よって、半壊人が壊人を倒さずとも姿を保てるようになり、舞羽市から全国へ暗躍化する結果を生んだ。
トリプルH
禊が中心となって結成した、壊人戦士集団の名称。トリプルHは、HEIWA HAPPINESS HEROESの略。
メディアを通じて世間に浸透を図り、多大な影響力を持つようになる。しかし、政府に対する抗議デモに乗じた松屋町が起こしたテロにより、禊がその首謀者とされたことで、名声は一気に地に堕ちた。組織自体は存続したものの、その存在には賛否両論溢れるようになっている。

## 書誌情報
- 原作：金城宗幸、漫画：にしだけんすけ 『ジャガーン』小学館〈ビッグコミックスピリッツ〉、全14巻
  1. 2017年05月30日発売[4]、ISBN 978-4-09-189505-9
  2. 2017年07月28日発売[5]、ISBN 978-4-09-189602-5
  3. 2017年10月30日発売[6]、ISBN 978-4-09-189719-0
  4. 2018年02月23日発売[7]、ISBN 978-4-09-189795-4
  5. 2018年06月29日発売[8]、ISBN 978-4-09-189893-7
  6. 2018年10月30日発売[9]、ISBN 978-4-09-860120-2
  7. 2019年02月28日発売[10]、ISBN 978-4-09-860224-7
  8. 2019年06月28日発売[11]、ISBN 978-4-09-860317-6
  9. 2019年11月29日発売[12]、ISBN 978-4-09-860445-6
  10. 2020年04月27日発売[13]、ISBN 978-4-09-860597-2
  11. 2020年09月30日発売[14]、ISBN 978-4-09-860713-6
  12. 2021年02月26日発売[15]、ISBN 978-4-09-860857-7
  13. 2021年07月30日発売[3]、ISBN 978-4-09-861112-6
  14. 2021年12月28日発売[16]、ISBN 978-4-09-861171-3